# Baldinger Straße 15 (Nördlingen)

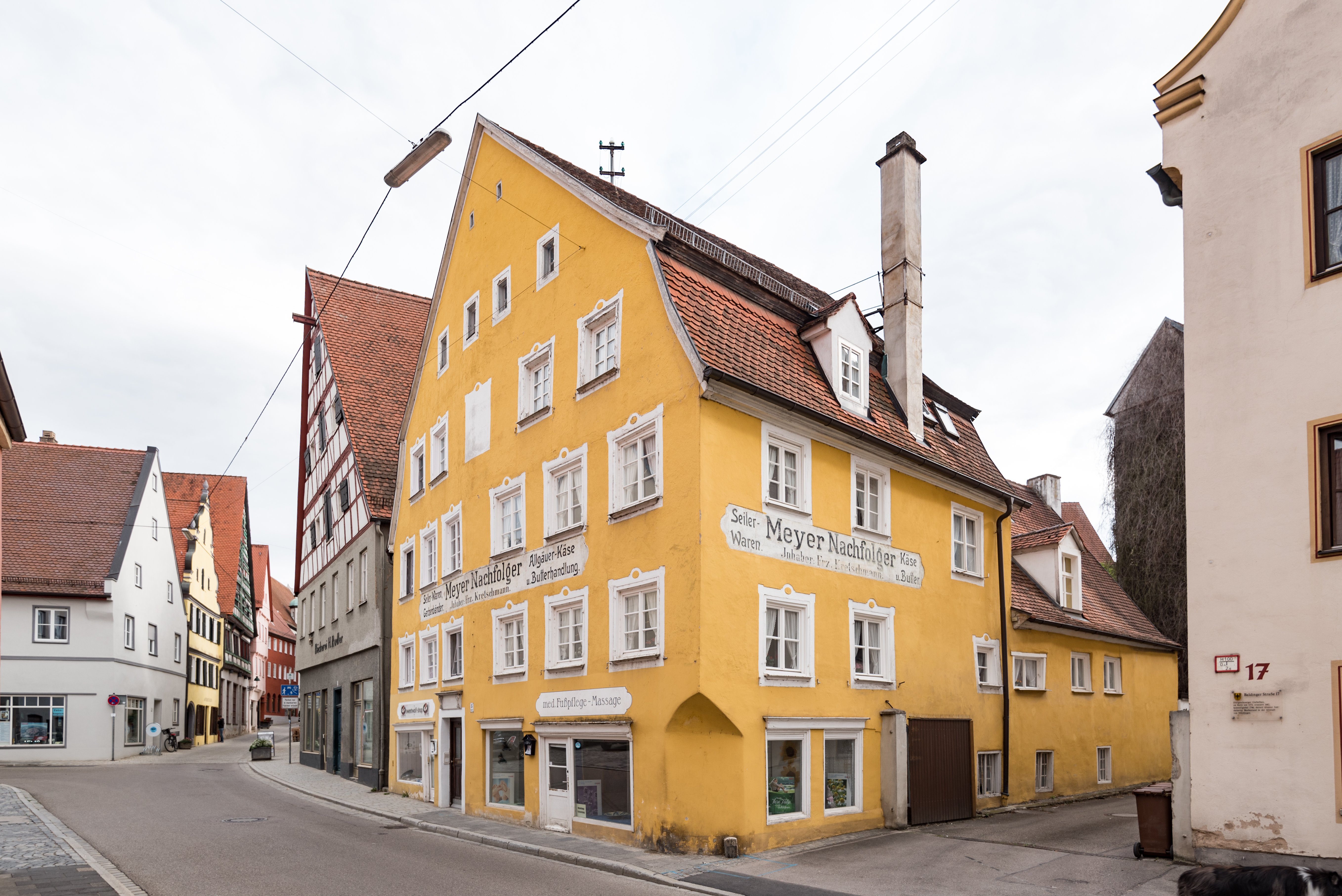
Gebäude Baldinger Straße 15 in Nördlingen

Das Gebäude Baldinger Straße 15 in Nördlingen, einer Stadt im schwäbischen Landkreis Donau-Ries in Bayern, wurde im ersten Drittel des 19. Jahrhunderts errichtet, ist aber im Kern älter. Das ehemalige Doppelhaus, das zu einem Haus vereint wurde, ist ein geschütztes Baudenkmal.
Das Wohn- und Geschäftshaus ist ein dreigeschossiger Giebelbau mit Mansardsatteldach. Die Fenster sind mit Putzrahmungen versehen.
Die ursprünglich zwei Häuser sind an der Knickkante der Straßenfassade und an den zwei nebeneinander angelegten Treppenhäusern erkennbar.